# John Young (Schauspieler)
John Young (* 16. Juni 1916 in Edinburgh; † 30. Oktober 1996 in Glasgow) war ein schottischer Schauspieler. Er war Vater des Schauspielers Paul Young.
Er spielte unter anderem bei den Filmen Die Ritter der Kokosnuß, Das Leben des Brian, Die Stunde des Siegers, Time Bandits und Rab C. Nesbitt, sowie in der Fernsehserie Doomwatch mit.